# 畢宿五
畢宿五（Aldebaran，/ælˈdɛbərən/）位在黃道星座的金牛座中，是顆距離太陽大約65光年的紅巨星。它是金牛座中最亮的恆星，儘管它的視星等在0.75和0.95等之間緩慢變化著，仍是全天第14亮星。畢宿五擁有一顆大小約是木星數倍的行星，稱為畢宿五b。
畢宿五這顆紅巨星比太陽更大，表面溫度比太陽低，只有3,900 K，但是半徑是太陽的44倍，因此亮度超過太陽400餘倍。它的自轉緩慢，需要520天才能完成一周。
探測行星的先鋒10號正朝著這顆恆星目前的方向前進，估計在200萬年後會最接近這顆恆星。

## 名稱
畢宿五的西方傳統名稱Aldebaran，源自阿拉伯文的al Dabarān，意思是追隨者，因為它總是追隨在昴星團之後出現。在2016年，國際天文學聯合會的IAU恆星名稱工作組（WGSN）核定畢宿五的專有名稱是"Aldebaran"。
畢宿五是金牛座中最亮的恆星，拜耳名稱是金牛座α（α Tauri）；佛氏名稱依據赤經位置排序，命名大約視星等7等以上的恆星，其名稱是金牛座87。在亮星星表的序號是1457，HD星表是HD 29139，依巴谷星表是21421；這些名稱大多只出現在科學出版品上。
它也出現在變星總表上，被列為一顆變星。但它只使用拜耳名稱標示，沒有專屬的變星名稱。
畢宿五和鄰近的幾顆恆星也一併登錄在雙星目錄中。例如，華盛頓雙星目錄的WDS 04359+1631，和艾肯雙星目錄的ADS 3321。它也收錄在威廉·赫歇尔的雙星目錄 H IV 66，以及史都華雙星目錄Σ II 2，以及在伯納姆雙星總表列出的14等伴星β 550。

## 觀察

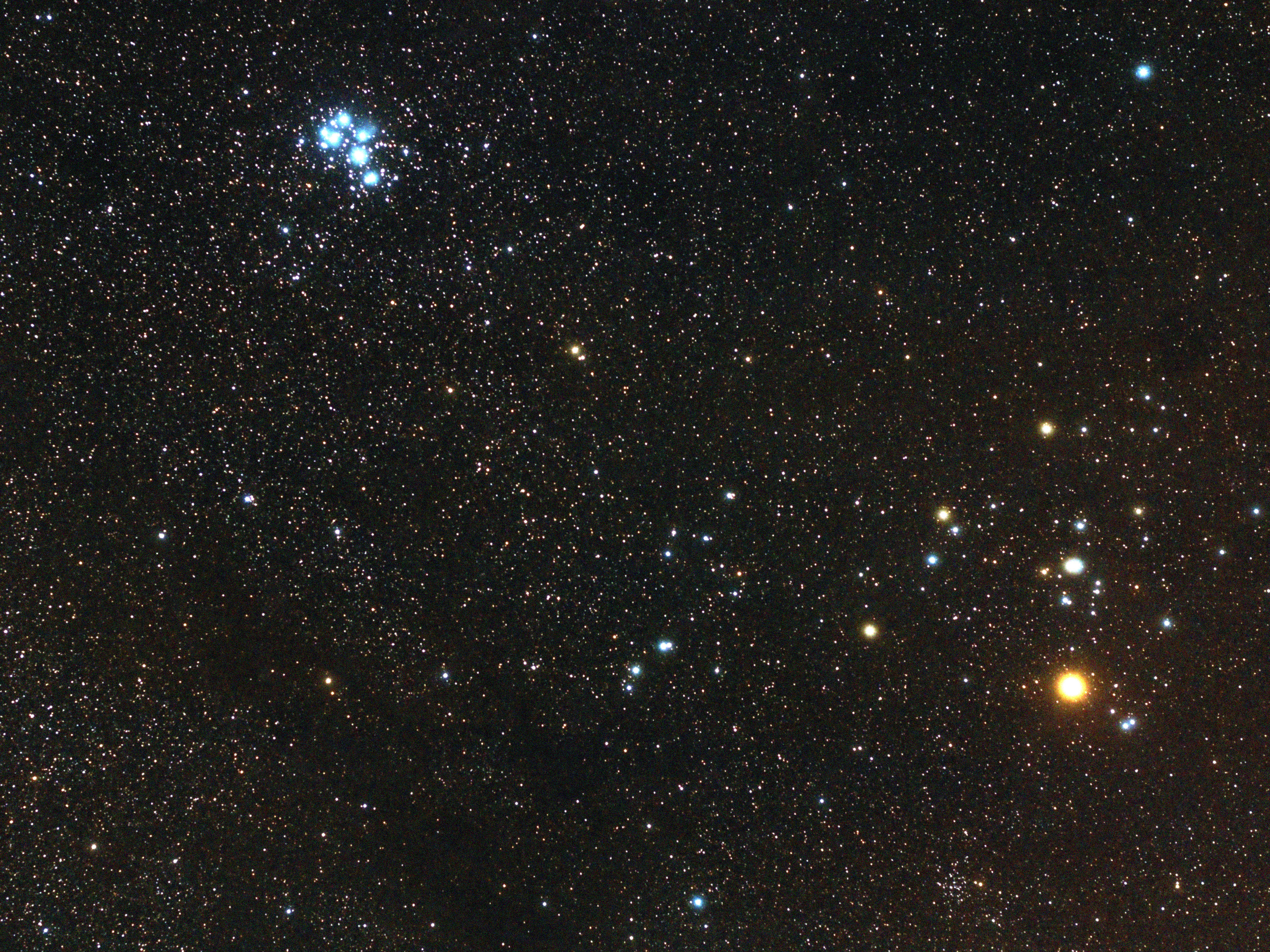
在畢宿星團中的畢宿五。

畢宿五是在夜空中最容易找到的恆星之一，部分原因是由於它的亮度，部分是因為它在天空中接近另一個更引人注目的天體。跟隨著獵戶座腰帶的三顆星，在與天狼星相反的方向上遇到的第一顆亮星，就是畢宿五。
畢宿五只是在地球與畢宿星團的視線方向上，所以看似疏散星團畢宿星團的成員，並且是星團中最亮的恆星。但實際上，畢宿星團的距離大約在150光年，比畢宿五的65光年遠了許多。
畢宿五位於黃道帶內，在黃道面南方5.47度。因此，可以被月球遮蔽。當月球的升交點接近秋分點時，就會發生這種掩星事件。從2015年1月29日至2018年9月3日，總共發生了49次月掩畢宿五的天象。每個事件都只有北半球或靠近赤道的地點可以看見，澳大利亞或南非地區因為位置太偏南方，與黃道太遠而不能看見畢宿五被月球遮蔽。在1978年9月22日的月掩畢宿五事件中，對畢宿五的直徑進行了相當準確的測量。每年的6月1日畢宿五會合日。

## 觀測史

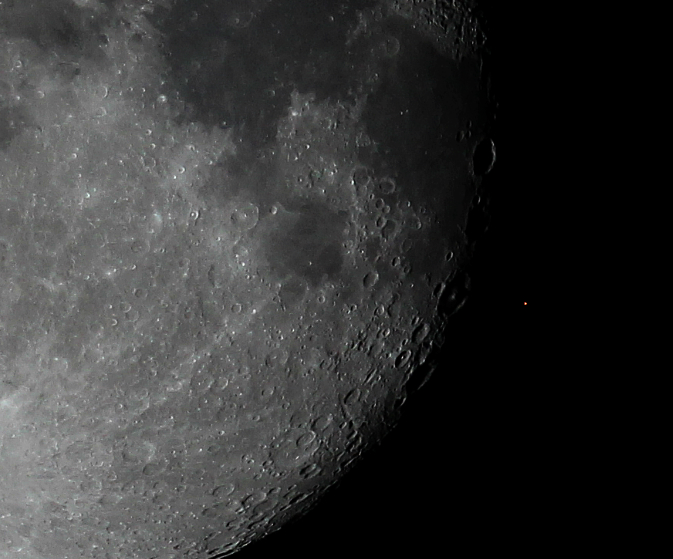
月球掩蔽畢宿五。畢宿五是在月球右方的小紅點，在縮圖中幾乎看不見這個點。

在西元509年3月11日，在希臘的雅典觀察到月球掩蔽畢宿五。英國天文學家愛德蒙·哈雷研究了此一事件的時間，並在1718年得出結論：畢宿五自那段時間之後，一定改變了位置，向北方移動了幾分的弧度。這，以及觀察其它的恆星，天狼星和大角星的位置變化，導致自行的發現。根據目前的觀察，在過去的2,000年，畢宿五的位置發生7′的變化，這相當於滿月直徑的四分之一。由於歲差，5,000年前的春分點鄰近畢宿五。
英國天文學家威廉·赫歇爾在1782年發現畢宿五有一顆黯淡的伴星：距離畢宿五117"，視星等僅11等。這顆伴星在1888年被伯納姆證明是一對親密的雙星，並且在距離畢宿五31"處發現一顆14等的伴星。後續對自行運動的測量顯示，赫歇爾的伴星與畢宿五有分岐，它們之間沒有物理上的關聯。然而，伯納姆發現的伴星其自行運動與畢宿五幾乎完全相同，這表明兩者形成了一個寬鬆的聯星系統。
1864年，威廉·哈金斯在英國圖爾斯山的私人天文台對畢宿五進行第一次的光譜研究。在光譜中，他分辨出包括鐵、鈉、鈣和鎂等9種元素的譜線。在1886年，哈佛大學天文台的愛德華·皮克林使用照相乾版在畢宿五的光譜中捕捉到50條吸收線。這成為1890年出版的亨利·德雷珀星表的一部分。到1887年，攝影技術已經改進，可以從光譜中的都卜勒位移量測恆星的徑向速度。通過這種方法，波茨坦天文臺的赫爾曼·卡爾·沃格爾和他的助手朱利烏斯·舍納進行測量，估計出畢宿五的退行速度是30英里/秒（48公里/秒）。
1921年，威爾遜山天文台使用連接在虎克望遠鏡的干涉儀，以測量其角直徑，但這次的測量沒有解決這個問題
畢宿五有廣泛的觀測歷史，因此它被選入蓋亞任務33顆用來校準與衍生恆星參數的基準恆星名單中。它以前也被用來校準哈伯太空望遠鏡上的儀器。

## 物理性質

畢宿五與太陽大小的比較。

畢宿五的光譜類型為K5+III ，顯示它是一顆巨星，在耗盡了核心的氫之後，從赫羅圖的主序星演變過來。恆星中心坍縮成為簡併態的氦，並且點燃了核心外殼的氫，使現在的畢宿五在紅巨星分支（RGB）上。
畢宿五的光球有效溫度是3,910 K，表面的重力是1.59 cgs；比地球的重力低25倍，比太陽低700倍，但是一顆典型巨星的特徵。它的金屬量比太陽低30%左右。

依巴谷衛星和其它來源，以及對畢宿五周圍環境的測量，得出其與地球的距離為65.3光年（20.0秒差距） 。星震學的測量已經確定它的質量只比太陽大16%左右，然而由於半徑的擴大，它的亮度是太陽光度的518倍。畢宿五的角直徑已經被測量許多次，做為蓋亞基準校準的一部分，採用的值是20.580±0.030 mas。這是太陽直徑的44倍，約為6,100萬公里。
畢宿五是一顆不明顯的變星，在分類上是"LB"型慢不規則變星。變星總表顯示它的光度在視星等0.75至0.95等之間變化。現代的研究顯示振幅較小，有時幾乎毫無變化。依巴谷衛星的光度測量顯示振幅僅有0.02等，可能的週期約為18天。密集的地基光度測量顯示變化高達0.03等，並且週期可能是91天。對較長時間的觀測分析發現，總振幅可能仍小於0.1等，並且這總變化被認為是不規則的。
光球顯示有大量的碳、氧和氮，這表明這顆巨星已經經歷了第一次的上翻階段 －－這是恆星演化為紅巨星的正常步驟，在此期間，來自恆星深處的物質通過對流被帶到表面。由於自轉緩慢，畢宿五缺乏生成日冕所需要的發電機，因此不是硬X射線發射的來源。然而，由於表面附近的對流湍流，低層大氣中可能仍然能存在小尺度的磁場。測量得到的畢宿五磁場強度為0.22高斯。儘管在恆星光譜中檢測到紫外線的發射，從該區域產生的軟X射線都可能因為色球而減弱。畢宿五目前以30 km s−1的速度，(1–1.6) × 10−11 M⊙ yr−1（大約每30,000年一個地球質量）的速率失去質量。這種恆星風可能是由低層大氣中的微弱磁場產生  。
在畢宿五的色球層之上，還有一個擴展的分子外層大氣（MOLsphere），那裡的溫度足夠低，可以形成氣體分子。這個區域大約在恆星半徑的2.5倍之處，溫度約為1,500 K。光譜顯示一氧化碳、水和氧化鈦的譜線。在MOLsphere之外，恆星風繼續向外吹送，直到抵達終端震波邊界，與熱的、電離星際物質交界，形成一個以畢宿五為中心，半徑大約1,000天文單位的星風泡，而成為由畢宿五主導的一個本地泡。

## 光學伴星
在靠近畢宿五的天空區域有五顆黯淡的恆星。這些雙星或多或少的按照發現的先後順序，被用大寫的拉丁字母標示，而字母A則保留給主星畢宿五。這些伴星的一些特性，包括相對於畢宿五的位置，如下表中所示：
| 畢宿五(金牛座α) | 視星等 | 角距離 (″) | 位置角 (°) | Year | 視差 (mas)     |
| --------------- | ------ | ---------- | ---------- | ---- | -------------- |
| B               | 13.60  | 31.60      | 113        | 2007 | 47.3417±0.1055 |
| C               | 11.30  | 129.50     | 32         | 2011 | 19.1267±0.4274 |
| D               | 13.70  | —          | —          | —    | —              |
| E               | 12.00  | 36.10      | 323        | 2000 |                |
| F               | 13.60  | 255.70     | 121        | 2000 | 0.1626±0.0369  |

一些調查，例如蓋亞資料發佈2，已表明畢宿五B可能有與畢宿五大致相同的自行運動和視差，因此可能是聯星系統。但因為黯淡的畢宿五B非常靠近明亮的主星，因此這些測量是困難的，誤差可能極大而難以建立（或排除）兩者之間的物理關係。到目前為止，無論是B或其它的任何成員，都沒有被明確的證明與畢宿五有物理上的聯繫。只有確認畢宿五B的光譜類型為M2.5。
畢宿五C和D是以引力結合並互相繞行的聯星系統。這一對共軌恆星已被證明是畢宿星團的成員，與畢宿星團的其他成員一樣，與畢宿五沒有物理上的交互作用。

## 行星系統
在1993年，對畢宿五、大角星和北河三的徑向速度測量，顯示畢宿五有長週期的鏡像速度振盪，這可以解釋為次伴星。對畢宿五的軌道測量，意味著在距離2.0 AU（300 G米）且離心率不大的軌道上，有一顆質量最少是11.4木星質量的伴星，以643天的軌道週期運行著。然而，被調查的三顆恆星都表現出類似的振盪，產生類似質量的伴星。因此作者得出結論，認為這種變化可能是恆星固有的，而不是伴星的引力造成的。
在2015年，一項研究表明行星的伴侶和恆星的活動都有穩定的長期證據。星震學分析對行星擬合的殘差確定畢宿五具有最低質量是5.8±0.7木星質量的。
| 成員 (依恆星距離) | 质量        | 半長軸 (AU) | 轨道周期 (天) | 離心率    | 傾角 | 半径 |
| ----------------- | ----------- | ----------- | ------------- | --------- | ---- | ---- |
| b                 | 2056±168 M⊕ | 1.46±0.27   | 628.96±0.9    | 0.10±0.05 | —    | —    |

## 詞源學和神話
畢宿五的英文名字源自阿拉伯文نير الضبران（阿拉伯文的Nā᾽ir al Dabarān），意思是"追隨著明亮者"。al Dabarān（الدبران）然後使用在包括畢宿星團的整個月宿。據推測，它是追隨在昴星團之後。在過去，畢宿五在西方有不同的拼寫法，目前已經以Aldebaran作為標準的拚寫。

### 神話
這顆很容易看到並引人注目的恆星，也暗示著這個星群無論在古代或現代都是神話的熱門話題。
- 墨西哥文化：位於墨西哥西北部塞里的塞里人（英语：Seri people）認為這顆星為七位分娩的婦女（昴星團）提供光。它有三個名稱：、和 （"在後面跟隨的恆星"）。對應於10月的陰曆月份稱為，意思是"畢宿五之路"[48]。
- 澳洲原住民文化：在新南威爾斯東北部克拉倫斯河的原住民稱這顆星是祖先"卡拉姆巴爾"（Karambal），他拐跑了另一個男人的妻子。這個女人的丈夫跟蹤他，燒了他躲藏的樹。據說，他化為一縷輕煙升到天空，成為畢宿五這顆亮星[49]。

### 其他語言的名稱
- 在印度天文學，它被稱為虜喜尼 （月宮27宿之一），是達克沙27個女兒之一，也是月神錢德拉的妻子之一。
- 在希臘它曾稱為"蘭帕迪亞斯"（Lampadias），字面意思是"火炬般的"或"-手"[50]。
- 在中國，中國星名稱它為畢宿五，意思是"網小而柄長的狩兔網"的第五顆星[51]。這個星官包括畢宿五（金牛座α）、畢宿一（金牛座ε）、畢宿二（金牛座δ3）、畢宿三（金牛座δ1）、畢宿四（金牛座γ）、畢宿六（金牛座θ1）、畢宿七（金牛座71）、畢宿八（金牛座λ）[52]。

### 在現代文化中

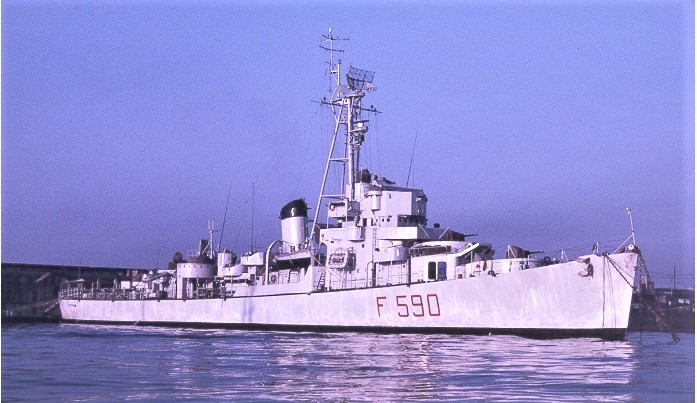
義大利護衛艦F590阿爾德巴蘭

阿爾德巴蘭或阿爾法·塔烏裡的名字已被多次採用,包括：
- 在南極洲的阿爾德巴蘭岩石。
- 美國海軍存儲船舶阿爾德巴蘭AF-10（英语：USS Aldebaran）和義大利護衛艦F 590阿爾德巴蘭（英语：USS Thornhill）。
- 擬建的微型衛星運載火箭阿爾德巴蘭 (火箭)（英语：Aldebaran (rocket)）
- 法國公司阿爾德巴蘭機器人（英语：Aldebaran Robotics）
- 時尚品牌阿爾法圖裡（英语：AlphaTauri）

這顆恆星還出現在科幻中的畢宿五的科幻小說作品中，例如遠離喧囂的人群和巴黎倫敦落魄記。它經常出現在科學幻想作品中，包括銀河戰士（Lensman series）和墮落的龍。做為黃道星座中最亮的恆星之一，它在占星術中有重大意義。
畢宿五在陰謀論中經常是外星生物的起源之一，也經常與納粹飛碟有關。一個眾所周知的例子是德國陰謀理論家阿克塞爾·斯托爾，他認為畢宿五是雅利安人至上和德意志國防軍遠征的目標。
行星探測器先鋒10號與地球之間已無電訊聯絡，但其軌道路徑正朝向畢宿五的方向移動。預計在200萬年後是最接近畢宿五的時候。

## 延伸閱讀
- Robert, Burnham.Jr. . Dover Publications,Inc. 1978. ISBN 0-486-23673-0.

## 外部連結
- . SolStation.   [14 November 2005]. （原始内容存档于25 November 2005）.
- Daytime occultation of Aldebaran by the Moon (Moscow, Russia) （页面存档备份，存于） YouTube video